# Cryptochia pilosa
Cryptochia pilosa är en nattsländeart som först beskrevs av Banks 1907.  Cryptochia pilosa ingår i släktet Cryptochia och familjen husmasknattsländor. Inga underarter finns listade i Catalogue of Life.